# Norman Taber
Norman Stephen „Norm“ Taber (* 3. September 1891 in Providence, Rhode Island; † 15. Juli 1952 in Orange, New Jersey) war ein US-amerikanischer Leichtathlet und Olympiasieger sowie Medaillengewinner bei Olympischen Spielen. Außerdem war er Halter des Weltrekords im Meilenlauf von 1915 bis 1923.
Norman Taber hatte zwei ältere Schwestern und einen älteren Bruder. Seine sportlichen Ambitionen zeigte er bereits mit 17 Jahren an der Hope High School in Providence. 1910 begann er, wie zwei Jahre zuvor sein Bruder, mit einem Studium an der Brown University, wo er sich als Spezialist im Mittelstreckenlauf insbesondere als Meilenläufer profilierte. Im selben Jahr nahm er erstmals an den Meisterschaften der IC4A (Intercollegiate Association of Amateur Athletes of America) teil, was den Studentenmeisterschaften in den USA entsprach. Im Lauf über 1 Meile ließ er mit einem 3. Platz aufhorchen. 1911 konzentrierte er sich auf den Crosslauf und wurde zum Kapitän des Crosslaufteams an seiner Universität berufen.
1912 beteiligte Taber sich erneut an den IC4A-Meisterschaften. Im Crosslauf belegte er jedoch nur einen 6. Platz. Sehr viel erfolgreicher verlief jedoch seine Beteiligung am Meilenlauf. Sein Konkurrent war John Paul Jones, der im Jahr zuvor die schnellste Zeit eines Amateurs über die Meile gelaufen hatte. Die beiden Läufer lieferten sich ein Duell, das im Ziel als erstes totes Rennen der Meisterschaften endete und in dem beide Läufer mit einer Zeit von 4:20,6 min zum Sieger erklärt wurden.
Im Juni 1912 beteiligte sich Norman Taber an einem von drei 1500-Meter-Läufen, die als Ausscheidungswettkämpfe, heute bekannt als US-Trials, für die Teilnahme an den Olympischen Spielen 1912 in Stockholm dienten. Den historischen Lauf gewann Abel Kiviat mit 3:55,8 min, dem ersten von der IAAF (International Association of Athletics Federations) anerkannten Weltrekord auf dieser Laufstrecke. Nur eine knappe Sekunde dahinter belegte Taber den 2. Platz, womit er sich problemlos für die Spiele qualifizierte.

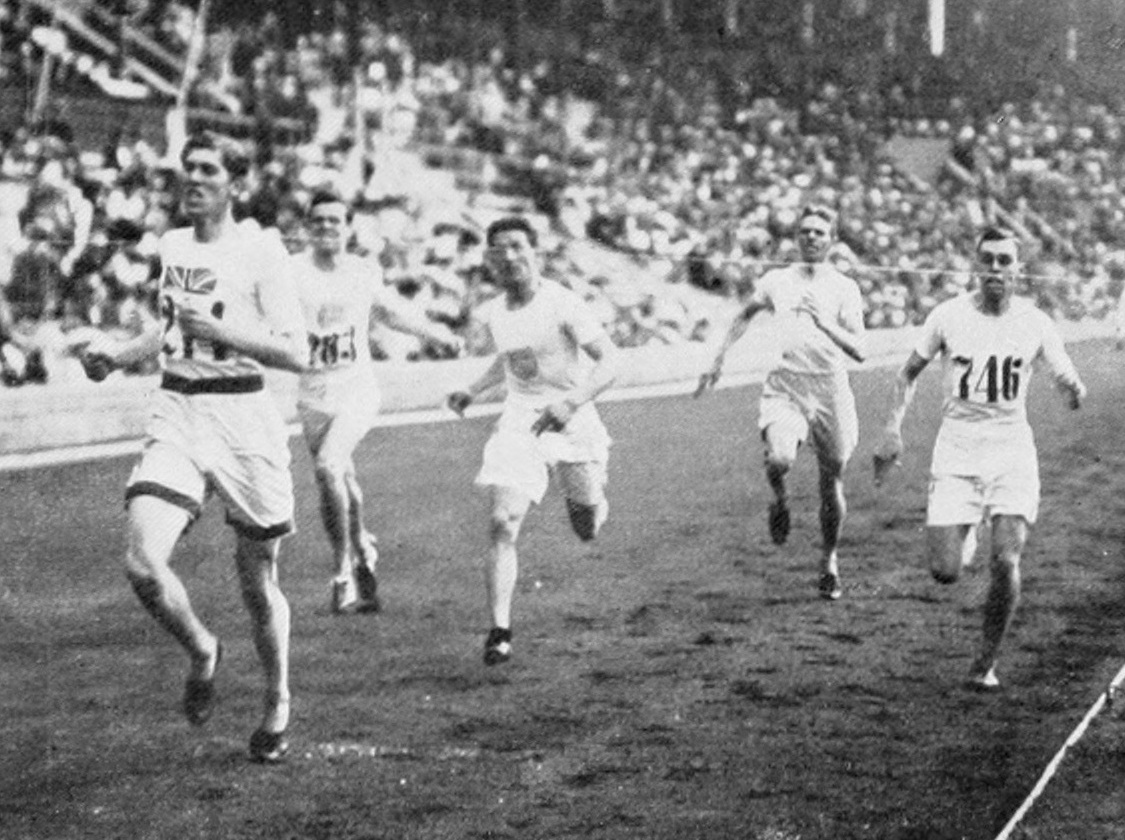
Zieleinlauf 1500 Meter,
Norman Taber mit Nr. 746 (rechts)

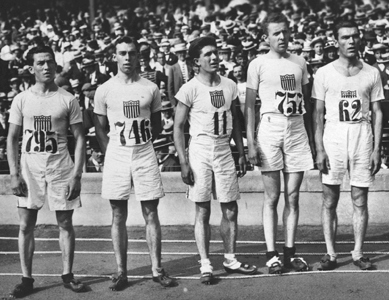
Die siegreiche Mannschaft im 3000-Meter-Lauf (v. l. n. r.)
Abel Kiviat, Norman Taber, Louis Scott, Tell Berna und George Bonhag

Die Olympischen Spiele 1912 in Stockholm sahen die US-amerikanischen Mittelstreckenläufer klar in der Favoritenrolle. Gleich 7 Läufer aus den USA qualifizierten sich in sieben Vorläufen für das Finale im 1500-Meter-Lauf. Auch Taber gewann seinen Vorlauf mit Leichtigkeit. Im Finale sah alles zunächst nach einem Sieg eines US-amerikanischen Läufers aus, denn Abel Kiviat, Norman Taber und John Paul Jones lagen zu Beginn der letzten Runde in Führung. Auf der Zielgeraden setzte der Brite Arnold Jackson jedoch zu einem furiosen Endspurt an, überholte alle drei US-Amerikaner und wurde Olympiasieger. Kiviat und Taber folgten, wobei der Zieleinlauf der beiden so knapp war, dass ein Zielfoto zur Platzierung herangezogen wurde. Zeitgleich mit Kiviat wurde Norman Taber danach auf den 3. Platz gesetzt.
Zwei Tage später beteiligte sich Taber an den Vorläufen im 3000-Meter-Mannschaftslauf. In drei Vorläufen qualifizierte sich die jeweilige Siegermannschaft für das Finale. Eine Mannschaft bestand aus 5 Läufern, die alle gemeinsam starteten. Gewertet wurde nach Platzziffern der besten 3 Läufer einer Mannschaft (Platz 1 = 1 Punkt; Platz 2 = 2 Punkte etc.). Die Mannschaft mit der niedrigsten Platzziffer (Punkten) war Sieger. Taber traf mit seiner Mannschaft auf die starken Läufer aus Finnland, von denen Hannes Kolehmainen den Vorlauf mit 8:36,8 min, dem ersten von der IAAF anerkannten Weltrekord auf dieser Laufstrecke, gewinnen konnte. Dennoch siegten die Läufer aus den USA, die alle weiteren finnischen Läufer hinter sich ließen. Taber belegte dabei den 4. Platz. Beim Finale am folgenden Tag trug Taber mit seinem 3. Platz entscheidend zum Olympiasieg der Mannschaft aus den USA bei.
1913 traf Norman Taber bei den IC4A-Meisterschaften erneut auf John Paul Jones im Lauf über eine Meile. Beide Läufer lieferten sich erneut ein packendes Duell, das schließlich Jones in 4:14,4 min gewann, dem ersten von der IAAF anerkannten Weltrekord auf dieser Laufstrecke. Zum dritten Mal erlebte Taber damit, dass ein anderer Läufer ihn mit einem Weltrekordlauf besiegt hatte. Erfolgreicher war Taber bei den Meisterschaften der Neuengland Bundesstaaten, wo er über 880 Yards und eine Meile gewinnen konnte. Später im Jahr siegte er auch über eine Meile bei den Meisterschaften der AAU (Amateur Athletic Union), was den nationalen Meisterschaften der Vereinigten Staaten entsprach.
Noch 1913 graduierte Norman Taber mit einem Titel der Wirtschaftswissenschaften an der Brown University. Danach erhielt er ein Rhodes-Stipendium, das jährlich an 32 US-amerikanische Studenten vergeben wurde und ihm ermöglichte, für ein Jahr an der Oxford University zu studieren. Während seiner Zeit in England wurde er in die Meilenstaffel der Universität berufen, hinterließ jedoch keinen bleibenden Eindruck.
Zurück in den USA bereitete sich Taber intensiv auf einen Weltrekordversuch über 1 Meile vor. 1915 gewann er zwei Vorbereitungsläufe und besiegte dabei Abel Kiviat, seinen Rivalen von den Olympischen Spielen. Am 16. Juli 1915 wurde auf der Laufbahn der Harvard University in Cambridge eigens für Norman Taber ein Meilenlauf organisiert, bei dem er drei Tempomacher zu seiner Seite hatte. Bei 1500 Meter stoppte man inoffiziell eine Zeit von 3:55 min, damit lag Taber unter Abel Kiviats Weltrekordzeit. Im Ziel bei 1 Meile hatten die fünf Zeitnehmer 4:12,6 min festgehalten. Die IAAF erkannte dies trotz der Tempomacher als neuen Weltrekord an. Mit seiner Zeit verbesserte Norman Taber nicht nur den IAAF-Rekord, sondern er unterbot auch die vom Profiläufer Walter George 29 Jahre zuvor im Jahr 1886 bis dahin schnellste jemals gelaufene Zeit von 4:12,75 min Erst 1923 sollte Paavo Nurmi den Weltrekord von Taber unterbieten können.
Norman Taber beendete danach seine Sportkarriere und arbeitete bis 1919 als Angestellter bei der Rhode Island Hospital Trust Company. Danach gründete er in New York City eine Beraterfirma für kommunale Finanzen. Sein erfolgreichster Auftrag war die Neuordnung der Finanzierungsstruktur des US-Bundesstaates Tennessee im Jahr 1936. Von 1948 bis 1949 war Taber Haushaltsdirektor der Economic Cooperation Administration in Washington, D.C., die Verwaltungsbehörde des Marshallplans. Von 1949 bis zu seinem Tod war er geschäftsführender Direktor des U.S. Council of the International Chamber of Commerce (US-amerikanischer Rat der internationalen Handelskammer). Norman Taber starb mit nur 60 Jahren an einem Gehirntumor.
Für seine Verdienste berief man Norman Taber in verschiedene Ruhmeshallen, 1971 in die Track and Field Hall of Fame of Brown University, 2001 in die International Scholar Athlete Hall of Fame of Rhode Island und 2004 in die Rhode Island Heritage Hall of Fame.
Die Platzierungen bei Olympischen Spielen für Norman Taber:
- V. Olympische Spiele 1912, Stockholm
  - 1500 m – BRONZE in 3:56,9 min (Gold an Arnold Jackson, GBR mit 3:56,8 min; Silber an Abel Kiviat, USA mit 3:56,9 min)
  - 3000 m Mannschaft – GOLD an USA (Silber an SWE, Bronze an GBR)